# Fernando Pisani
Pour les articles homonymes, voir Pisani.
Fernando Pisani (né le 27 décembre 1976 à Edmonton, province de l'Alberta) est un joueur professionnel de hockey sur glace canado-Italien.

## Carrière de joueur
En 1996, il débute avec Providence College dans le championnat NCAA. Il a été repêché par les Oilers d'Edmonton lors du repêchage d'entrée dans la LNH 1996, à la 195e position. Avant d'entreprendre sa carrière dans la LNH, Pisani a passé trois saisons dans la Ligue américaine de hockey avec les Bulldogs de Hamilton. Il a été rappelé par les Oilers d'Edmonton lors de la saison 2002-2003, pour ainsi faire son entrée dans la LNH à l'âge relativement tardif de 27 ans. Il n'est cependant jamais retourné dans les rangs mineurs depuis son rappel. Lors du lock-out de la LNH durant la saison 2004-2005, il a joué dans les championnats de Suisse et d'Italie.
Il a connu sa meilleure saison en 2005-2006, avec une récolte de 37 points en 80 matches. Pisani a également grandement contribué aux succès des Oilers lors des séries éliminatoires 2006 alors que ceux-ci se sont rendus jusqu'aux finales de la Coupe Stanley en inscrivant 18 points (14 buts et 4 passes) en 24 matches.

## Statistiques
| Saison     | Équipe                | Ligue       |     | Saison régulière | Saison régulière | Saison régulière | Saison régulière | Saison régulière |    | Séries éliminatoires | Séries éliminatoires | Séries éliminatoires | Séries éliminatoires | Séries éliminatoires |
| Saison     | Équipe                | Ligue       | PJ  | B                | A                | Pts              | Pun              | PJ               | B  | A                    | Pts                  | Pun                  |                      |                      |
| 1996-1997  | Friars de Providence  | NCAA        | 35  | 12               | 18               | 30               | 36               | -                | -  | -                    | -                    | -                    |                      |                      |
| 1997-1998  | Friars de Providence  | NCAA        | 36  | 16               | 18               | 34               | 20               | -                | -  | -                    | -                    | -                    |                      |                      |
| 1998-1999  | Friars de Providence  | NCAA        | 38  | 14               | 37               | 51               | 42               | -                | -  | -                    | -                    | -                    |                      |                      |
| 1999-2000  | Friars de Providence  | NCAA        | 38  | 14               | 24               | 38               | 56               | -                | -  | -                    | -                    | -                    |                      |                      |
| 2000-2001  | Bulldogs de Hamilton  | LAH         | 52  | 12               | 13               | 25               | 28               | -                | -  | -                    | -                    | -                    |                      |                      |
| 2001-2002  | Bulldogs de Hamilton  | LAH         | 79  | 26               | 34               | 60               | 60               | 15               | 4  | 6                    | 10                   | 4                    |                      |                      |
| 2002-2003  | Bulldogs de Hamilton  | LAH         | 41  | 17               | 15               | 32               | 24               | -                | -  | -                    | -                    | -                    |                      |                      |
| 2002-2003  | Oilers d'Edmonton     | LNH         | 35  | 8                | 5                | 13               | 10               | 6                | 1  | 0                    | 1                    | 2                    |                      |                      |
| 2003-2004  | Oilers d'Edmonton     | LNH         | 76  | 16               | 14               | 30               | 46               | -                | -  | -                    | -                    | -                    |                      |                      |
| 2004-2005  | Langnau               | LNA         | 7   | 1                | 3                | 4                | 0                | -                | -  | -                    | -                    | -                    |                      |                      |
| 2004-2005  | Asiago                | Serie A     | 12  | 1                | 5                | 6                | 6                | -                | -  | -                    | -                    | -                    |                      |                      |
| 2005-2006  | Oilers d'Edmonton     | LNH         | 80  | 18               | 19               | 37               | 42               | 24               | 14 | 4                    | 18                   | 10                   |                      |                      |
| 2006-2007  | Oilers d'Edmonton     | LNH         | 77  | 14               | 14               | 28               | 40               | -                | -  | -                    | -                    | -                    |                      |                      |
| 2007-2008  | Oilers d'Edmonton     | LNH         | 56  | 13               | 9                | 22               | 28               | -                | -  | -                    | -                    | -                    |                      |                      |
| 2008-2009  | Oilers d'Edmonton     | LNH         | 38  | 7                | 8                | 15               | 14               | -                | -  | -                    | -                    | -                    |                      |                      |
| 2009-2010  | Oilers d'Edmonton     | LNH         | 40  | 4                | 4                | 8                | 10               | -                | -  | -                    | -                    | -                    |                      |                      |
| 2010-2011  | Blackhawks de Chicago | LNH         | 60  | 7                | 9                | 16               | 10               | 3                | 0  | 0                    | 0                    | 0                    |                      |                      |
| 2011-2012  | Södertälje SK         | Allsvenskan | 3   | 0                | 1                | 1                | 4                | -                | -  | -                    | -                    | -                    |                      |                      |
| Totaux LNH | Totaux LNH            | Totaux LNH  | 462 | 87               | 82               | 169              | 200              | 33               | 15 | 4                    | 19                   | 12                   |                      |                      |